# Maganik
Maganik es una cadena montañosa situada en el centro de Montenegro. Su punto más alto es el Međeđi, con 2.139 m s. n. m. El sistema se desarrolla a lo largo de 20 km de largo y 10 de ancho, bordeado por los ríos Zeta, Morača y Mrtvica. Geológicamente, está compuesta sobre todo de caliza cretácica.

## Cumbres
- Međeđi, 2.139 m.
- Petrov, 2.124 m.
- Babin Zub, 2.119 m.
- Žuta Greda, 2.104 m.
- Rogođed, 2.037 m.
- Kokotov, 2.001 m.
- Cakmakov, 1.974 m.